# Osilodrostat
L'osilodrostat est un médicament utilisé pour traiter la maladie de Cushing lorsque la chirurgie hypophysaire n'est pas possible ou pas efficace. Le médicament est pris par voie orale. Il est vendu sous le nom de marque Isturisa.

## Mode d'action
Il agit en inhibant l’ enzyme 11-bêta-hydroxylase qui produit le cortisol.

## Effets secondaires
Les effets secondaires de ce médicament sont une insuffisance surrénalienne, des maux de tête, des vomissements, une fatigue ou un œdème. Un allongement de l'intervalle QT, un faible taux de potassium ou une hypertension artérielle peuvent également survenir. La sécurité de ce médicament pendant la grossesse n’est pas clairement établie et son utilisation pendant l’allaitement n’est pas recommandée. Il agit en inhibant l’ enzyme 11-bêta-hydroxylase qui produit le cortisol.

## Histoire
Le médicament a été approuvé pour un usage médical en Europe et aux États-Unis en 2020,. Au Royaume-Uni, un mois de 10 mg deux fois par jour coûte environ 6 700 livres sterling en 2021. Aux États-Unis, ce montant coûte environ 32 200 dollars américains.